# Liste der mexikanischen Kinofilme 1939
Die Liste der mexikanischen Kinofilme des Jahres 1939 führt alle in diesem Jahr in Mexiko gedrehten Langfilme auf. Insgesamt gab es in diesem Jahr 37 mexikanische Produktionen. Die in dieser Liste aufgeführten Informationen basieren auf David E. Wilts Buch „The Mexican Filmography 1916 through 2001“, der die vollständigste Filmographie für Mexiko vorgelegt hat.

## Legende
- Titel: Nennt soweit vorhanden den offiziellen deutschen Filmtitel, andernfalls den spanischen Originaltitel.
- Regisseur: Nennt den Regisseur oder die Regisseure des Films.
- Genre: Nennt die Genrezuordnung.
- Darsteller: Nennt drei Hauptdarsteller.
- Besonderheiten: Führt Besonderheiten und Hintergründe zum Film auf.

## Filmliste
| Titel                                           | Regisseur                 | Genre                         | Darsteller                                             | Besonderheiten                                                                        |
| ----------------------------------------------- | ------------------------- | ----------------------------- | ------------------------------------------------------ | ------------------------------------------------------------------------------------- |
| Adiós mi chaparrita                             | René Cardona              | Filmdrama                     | Rafael Falcón Josefina Escobedo Alfredo del Diestro    |                                                                                       |
| Los apuros de Narcisp                           | Enrique Herrera           | Filmkomödie                   | Enrique Herrera Matilde Palou Antonio R. Frausto       |                                                                                       |
| Aventuerero en el mar                           | Carlos Véjar, Jr.         | Melodrama                     | María Luisa Zea Jorge Vélez Armando Soto La Marina     |                                                                                       |
| Borrasca humana                                 | José Bohr                 | Melodrama                     | José Bohr Elena D'Orgaz Carlos Orellana                | Es handelt sich um den letzten in Mexiko gedrehten Film von Bohr.                     |
| Caballo a caballo                               | Juan Bustillo Oro         | Filmkomödie                   | Enrique Herrera Leopoldo Ortín Joaquín Pardavé         | Der Film wurde 1947 als Dos de la vida airada erneut verfilmt.                        |
| Café Concordia                                  | Alberto Gout              | Historienfilm                 | Tomás Perrín Raquel Rojas Josefina Escobedo            | Es war das Filmdebüt von Raquel Rojas, der Tochter von Hugo Riesenfeld.               |
| Calumnia                                        | Francisco Elías           | Melodrama                     | Susana Guízar Sara García Ramón Vallarino              |                                                                                       |
| La canción del huérfano                         | Manuel R. Ojeda           | Melodrama                     | Ernesto Velázquez Lucha María Avila Polo Ortín         |                                                                                       |
| La canción del milagro                          | Rolando Aguilar           | Historienfilm                 | José Mojica Lupita Gallardo Stella Inda                | Nach diesem Film verließ Mojica das Filmgeschäft und wurde Mönch.                     |
| Cantinflas el sabelotodo                        | Fernando A. Rivero        | Filmkomödie                   | Mario Moreno (Cabtinflas)                              |                                                                                       |
| Carne de cabaret (Rosa la Tercipelo)            | Alfonso Patiño Gómez      | Melodrama                     | Sofía Alvarez Miguel Arenas Tony Díaz                  |                                                                                       |
| Con los Dorados de Villa                        | Raúl de Anda              | Revolutionsfilm Abenteuerfilm | Domingo Soler Pedro Armendáriz Susana Cora             | Wiederveröffentlicht als Cabalgata de honor.                                          |
| Corazón de niño                                 | Alejandro Galindo         | Melodrama                     | Domingo Soler Vicente Molina Aurora Walker             |                                                                                       |
| En tiempos de don Porfirio (Melodías de antaño) | Juan Bustillo Oro         | Historienfilm                 | Fernando Soler Marina Tamayo Emilio Tuero              | 1964 als Así amaron nuestros padres erneut verfilmt.                                  |
| En un burro tres baturros                       | José Benavides            | Melodrama                     | Carlos Orellana Sara García Joaquín Pardavé            | Es handelt sich um die Verfilmung eines Theaterstücks von Alberto Norvión.            |
| El fantasma de media noche                      | Raphael J. Sevilla        | Thriller                      | Victoria Blanco Sergio de Karlo Carlos López Moctezuma |                                                                                       |
| El Gavilán                                      | Ramón Pereda              | Abenteuerfilm                 | Ramón Pereda Antonio Badú Manuel Noriega               |                                                                                       |
| Herencia macabra                                | José Bohr                 | Thriller                      | Miguel Arenas Consuelo Frank Ramón Armengod            | Auch als La traicionera bekannt. Der Film wurde erst 1945 in Mexiko-Stadt aufgeführt. |
| El hipnotizador                                 | Antonio Helú              | Filmkomödie Fantasyfilm       | Miguel Montemayor Carmen Hermosillo Ramón Vallarino    |                                                                                       |
| Hombres del aire                                | Gilberto Martínez Solares | Abenteuerfilm                 | Ramón Vallarino Alma Lorena Miguel Arenas              |                                                                                       |
| La locura de don Juan                           | Gilberto Martínez Solares | Filmkomödie                   | Leopoldo Ortín Domingo Soler Miguel Montemayor         |                                                                                       |
| Los de abajo (Con la División del Norte)        | Chano Urueta              | Revolutionsfilm Melodrama     | Miguel Ángel Ferriz Esther Fernández Isabel Corona     | Der Film basierte auf einem Roman von Mariano Azuela.                                 |
| Luces de barriada                               | Roberto O’Quigley         | Melodrama                     | Leopoldo Ortín Esther Fernández Polo Ortín             |                                                                                       |
| Madre a la fuerza                               | Roberto O’Quigley         | Filmkomödie                   | María Conesa Alfredo del Diestro Susana Guízar         |                                                                                       |
| Miente y serás feliz                            | Raphael J. Sevilla        | Filmkomödie                   | Carlos Orellana Sara García Emilio Tuero               |                                                                                       |
| El muerto murió                                 | Alejandro Galindo         | Filmkomödie                   | Leopoldo Ortín Adriana Lamar Carlos López Moctezuma    |                                                                                       |
| Mujeres y toros                                 | Juan José Segura          | Filmkomödie Melodrama         | Juan Silveti Marina Tamayo Carlos Orellana             |                                                                                       |
| La noche de los Mayas                           | Chano Urueta              | Melodrama                     | Arturo de Córdova Stella Inda Isabela Corona           |                                                                                       |
| Odio                                            | William Rowland           | Melodrama                     | Fernando Soler Julio Villarreal Gloria Marín           |                                                                                       |
| Los olvidados de Dios                           | Ramón Pereda              | Melodrama                     | Ramón Pereda Adriana Lamar Isabelita Blanch            |                                                                                       |
| Papacito lindo (El viejo verde!)                | Fernando de Fuentes       | Filmkomödie                   | Fernando Soler Manolita Saval Sara García              |                                                                                       |
| Perfidia                                        | William Rowland           | Melodrama                     | María Tereza Montoya Marina Tamayo Magda Haller        |                                                                                       |
| ¡Que viene mi marido!                           | Chano Urueta              | Filmkomödie                   | Arturo de Córdova Joaquín Pardavé Domingo Soler        |                                                                                       |
| El secreto de la monja                          | Raphael J. Sevilla        | Historienfilm                 | Lupita Gallardo José Crespo Elena D'Orgaz              |                                                                                       |
| Sendas del destino                              | Juan J. Ortega            | Abenteuerfilm                 | Luis Aldás Gloria Morel Virginia Serret                | Der Film wurde erst 1945 in Mexiko-Stadt aufgeführt.                                  |
| El signo de la muerte                           | Chano Urueta              | Thriller                      | Mario Moreno (Cantinflas) Manuel Medel Tomás Perrín    |                                                                                       |
| Viviré otra vez                                 | Roberto Rodríguez         | Melodrama                     | David Silva Alicia de Phillips Joaquín Pardavé         |                                                                                       |